# Communauté de communes Médoc Cœur de Presqu’île
Die Communauté de communes Médoc Cœur de Presqu’île ist ein französischer Gemeindeverband mit der Rechtsform einer Communauté de communes im Département Gironde in der Region Nouvelle-Aquitaine. Sie wurde am 15. Dezember 2016 gegründet und umfasst 18 Gemeinden (Stand: 1. Januar 2019). Der Verwaltungssitz befindet sich im Ort Pauillac.

## Historische Entwicklung
Mit Wirkung vom 1. Januar 2019 gingen die ehemaligen Gemeinden Blaignan und Prignac-en-Médoc in die Commune nouvelle Blaignan-Prignac auf. Dadurch verringerte sich die Anzahl der Mitgliedsgemeinden auf 18.

## Mitgliedsgemeinden
| Gemeinde                                        | Einwohner 1. Januar 2022 | Fläche km² | Dichte Einw./km² | Code INSEE | Postleitzahl |
| ----------------------------------------------- | ------------------------ | ---------- | ---------------- | ---------- | ------------ |
| Bégadan                                         | 897                      | 22,15      | 40               | 33038      | 33340        |
| Blaignan-Prignac                                | 449                      | 14,27      | 31               | 33055      | 33340        |
| Cissac-Médoc                                    | 2.310                    | 23,62      | 98               | 33125      | 33250        |
| Civrac-en-Médoc                                 | 636                      | 18,35      | 35               | 33128      | 33340        |
| Couquèques                                      | 268                      | 6,33       | 42               | 33134      | 33340        |
| Gaillan-en-Médoc                                | 2.376                    | 42,02      | 57               | 33177      | 33340        |
| Lesparre-Médoc                                  | 5.862                    | 36,97      | 159              | 33240      | 33340        |
| Ordonnac                                        | 487                      | 10,21      | 48               | 33309      | 33340        |
| Pauillac                                        | 5.165                    | 22,74      | 227              | 33314      | 33250        |
| Saint-Christoly-Médoc                           | 286                      | 7,55       | 38               | 33383      | 33340        |
| Saint-Estèphe                                   | 1.629                    | 23,54      | 69               | 33395      | 33180        |
| Saint-Germain-d’Esteuil                         | 1.345                    | 44,71      | 30               | 33412      | 33340        |
| Saint-Julien-Beychevelle                        | 621                      | 16,30      | 38               | 33423      | 33250        |
| Saint-Laurent-Médoc                             | 4.950                    | 136,55     | 36               | 33424      | 33112        |
| Saint-Sauveur                                   | 1.262                    | 21,89      | 58               | 33471      | 33250        |
| Saint-Seurin-de-Cadourne                        | 701                      | 15,77      | 44               | 33476      | 33180        |
| Saint-Yzans-de-Médoc                            | 344                      | 11,54      | 30               | 33493      | 33340        |
| Vertheuil                                       | 1.308                    | 21,94      | 60               | 33545      | 33180        |
| Communauté de communes Médoc Cœur de Presqu’île | 30.896                   | 496,45     | 62               | –          | –            |